# Jugoslávské letectvo
Jugoslávské vzdušné síly a protivzdušná obrana (srbochorvatsky Ратно ваздухопловство и противваздушна одбрана, Ratno vazduhoplovstvo i protivvazdušna odbrana, zkr. РВ и ПВО/RV i PVO), běžně označované jako Jugoslávské letectvo, v době největšího rozmachu patřilo k největším v Evropě. Rozpuštěno bylo v roce 1992 během rozpadu Jugoslávie. V roce 1990 v letectvu sloužilo více než 32 000 osob, ale v důsledku svých techničtějších požadavků nemělo letectvo více než 4 000 branců.

## Historie

### Druhá světová válka
Začátkem roku 1945 osvobodili jugoslávští partyzáni pod vedením maršála Tita velkou část jugoslávského území od okupačních sil. Partyzánská armáda NOVJ zahrnovala letecké jednotky vycvičené a vybavené Spojeným královstvím (letouny Supermarine Spitfire a Hawker Hurricane, viz Balkánské letectvo) a Sovětským svazem (letouny Jak-3, Jak-7, Jak-9 a Iljušin Il-2) a řadu ad hoc jednotek vybavených letouny ukořistěných německé Luftwaffe a letectva Nezávislého státu Chorvatsko (Messerschmitt Bf 109G, Junkers Ju 87 Stuka a mnoho dalších).
5. ledna 1945 byly různé letecké jednotky NOVJ formálně začleněny do nového jugoslávského letectva (Jugoslovensko Ratno Vazduhoplovstvo - JRV). Ve stejné době začala fungovat jugoslávská stíhací skupina, která byla pod sovětským vedením na letišti Zemun. Od 17. srpna 1944, kdy byla zprovozněna první jugoslávská peruť Spitfirů, až do konce války v Evropě podnikly jugoslávské letouny 3 500 bojových vzletů a nasbíraly 5 500 provozních hodin. Když tedy nastal mír, mělo letectvo již silné a zkušené jádro personálu.
12. září 1945 byla založena Vojenská letecká akademie v Bělehradě pro výcvik budoucích pilotů. K rozvoji letectva koncem roku 1945 dále napomohlo vytvoření Leteckého svazu Jugoslávie (Vazduhoplovnni Savez Jugoslavije - VSJ). To zahrnovalo šest leteckých svazů - jeden pro každou federální republiku - se společným cílem podporovat sportovní létání a leteckou techniku mezi mladými lidmi v zemi. V červnu 1947 zahájila první letecká škola VSJ v Borongaji (u Záhřebu) výcvik žáků.

### Rozpad
V roce 1991 hluboce zakořeněné křivdy, které již nějakou dobu ohrožovaly jednotu federálního státu, vyvrcholily, když Slovinsko zahájilo kroky k nezávislosti. Na konci června 1991 bylo letectvo pověřeno přepravou vojáků a federální policie do Slovinska. Slovinci se tomuto opětovnému zavedení centrální kontroly, které rychle vygradovalo v ozbrojený konflikt, bránili. Byly sestřeleny dva vrtulníky letectva, zatímco to zahájilo letecké údery na televizní vysílače a postavení slovinské teritoriální obrany. Po politické dohodě federální síly Slovinsko opustily.
Mezitím mezi chorvatskými a srbskými silami v Chorvatsku vypukl ozbrojený konflikt. Jugoslávské letectvo provedlo několik nízkých průletů v demonstraci síly proti Chorvatsku a zahájilo řadu úderů. V srpnu 1991 srbská federální vláda zahájila otevřenou válečnou kampaň proti Chorvatům. Letectvo aktivně zajišťovalo přepravu a mise na blízkou leteckou podporu pozemním silám, ale postupně bylo nuceno opustit letecké základny mimo území držené etnickými Srby. Nepřátelské akce byly ukončeny příměřím 3. ledna 1992. Vybavení letectva v Bosně a Hercegovině bylo předáno novému letectvu Republiky srbské a používáno během války v Bosně. V letech 1991 až 1992 ztratilo jugoslávské letectvo ve Slovinsku, Chorvatsku a Bosně a Hercegovině celkem 46 letadel a vrtulníků. Většinu vybavení letectva bývalé SFRJ zdědilo letectvo nové Svazové republiky Jugoslávie.

## Inventář 1965–1985
| Letedlo                         | Původ               | Role                              | Verze                                     | Počet           |                 |                 |
| Stíhací letouny                 | Stíhací letouny     | Stíhací letouny                   | Stíhací letouny                           | Stíhací letouny | Stíhací letouny | Stíhací letouny |
| ------------------------------- | ------------------- | --------------------------------- | ----------------------------------------- | --------------- | --------------- | --------------- |
| MiG-21                          | Sovětský svaz       | stíhacícvičnýprůzkumný            | MiG-21Bis/PFM/M/MF/F-13MiG-21UM/USMiG-21R | ~ 2002812       |                 |                 |
| MiG-29                          | Sovětský svaz       | stíhacícvičný                     | MiG-29BMiG-29UB                           | 142             |                 |                 |
| Bitevní letouny                 |                     |                                   |                                           |                 |                 |                 |
| Soko J-20 Kraguj                | Jugoslávie          | protipovstalecký                  | J-20                                      | 40              |                 |                 |
| Soko J-21 Jastreb               | Jugoslávie          | útočnýcvičnýprůzkumný             | J-21NJ-21IJ-21                            | 1082536         |                 |                 |
| Soko J-22 Orao                  | Jugoslávie          | útočnýcvičnýprůzkumný             | J-22NJ-22IJ-22INJ-22                      | 57212515        |                 |                 |
| Transportní a spojovací letadla |                     |                                   |                                           |                 |                 |                 |
| Antonov An-2                    | Sovětský svaz       | nákladní letoun                   | An-2TD                                    | 5               |                 |                 |
| Antonov An-12                   | Sovětský svaz       | nákladní letoun                   | An-12                                     | 2               |                 |                 |
| Antonov An-26                   | Sovětský svaz       | nákladní letoun                   | An-26                                     | 14              |                 |                 |
| Jakovlev Jak-40                 | Sovětský svaz       | VIP letoun                        | Yak-40                                    | 6               |                 |                 |
| Dornier Do 28                   | Západní Německo     | nákladní letoun                   | Do 28D-2                                  | 2               |                 |                 |
| Protipožární letouny            |                     |                                   |                                           |                 |                 |                 |
| Canadair CL-215                 | Kanada              | protipožární                      | CL-215                                    | 6               |                 |                 |
| Cvičná letadla                  |                     |                                   |                                           |                 |                 |                 |
| Utva 75                         | Jugoslávie          | základní výcvik                   | V-53                                      | 138             |                 |                 |
| Soko G-2 Galeb                  | Jugoslávie          | stíhací-bombardovací/cvičný       | N-60                                      | 131             |                 |                 |
| Soko G-4 Super Galeb            | Jugoslávie          | stíhací-bombardovací/cvičný       | N-62                                      | 85              |                 |                 |
| Vrtulníky                       |                     |                                   |                                           |                 |                 |                 |
| Soko Gazelle                    | Francie/ Jugoslávie | spojovacízachrannýprůzkumnýútočný | HO-42HS-42HI-42HN-42                      | 94              |                 |                 |
| Mil Mi-8                        | Sovětský svaz       | transportní                       | Mi-8T                                     | 93              |                 |                 |
| Protiponorkové vrtulníky        |                     |                                   |                                           |                 |                 |                 |
| Mil Mi-14                       | Sovětský svaz       | protiponorkový                    | Mi-14PL                                   | 4               |                 |                 |
| Kamov Ka-27                     | Sovětský svaz       | protiponorkový                    | Ka-28                                     | 2               |                 |                 |
| Kamov Ka-25                     | Sovětský svaz       | protiponorkový                    | Ka-25BŠ                                   | 6               |                 |                 |

## Galerie

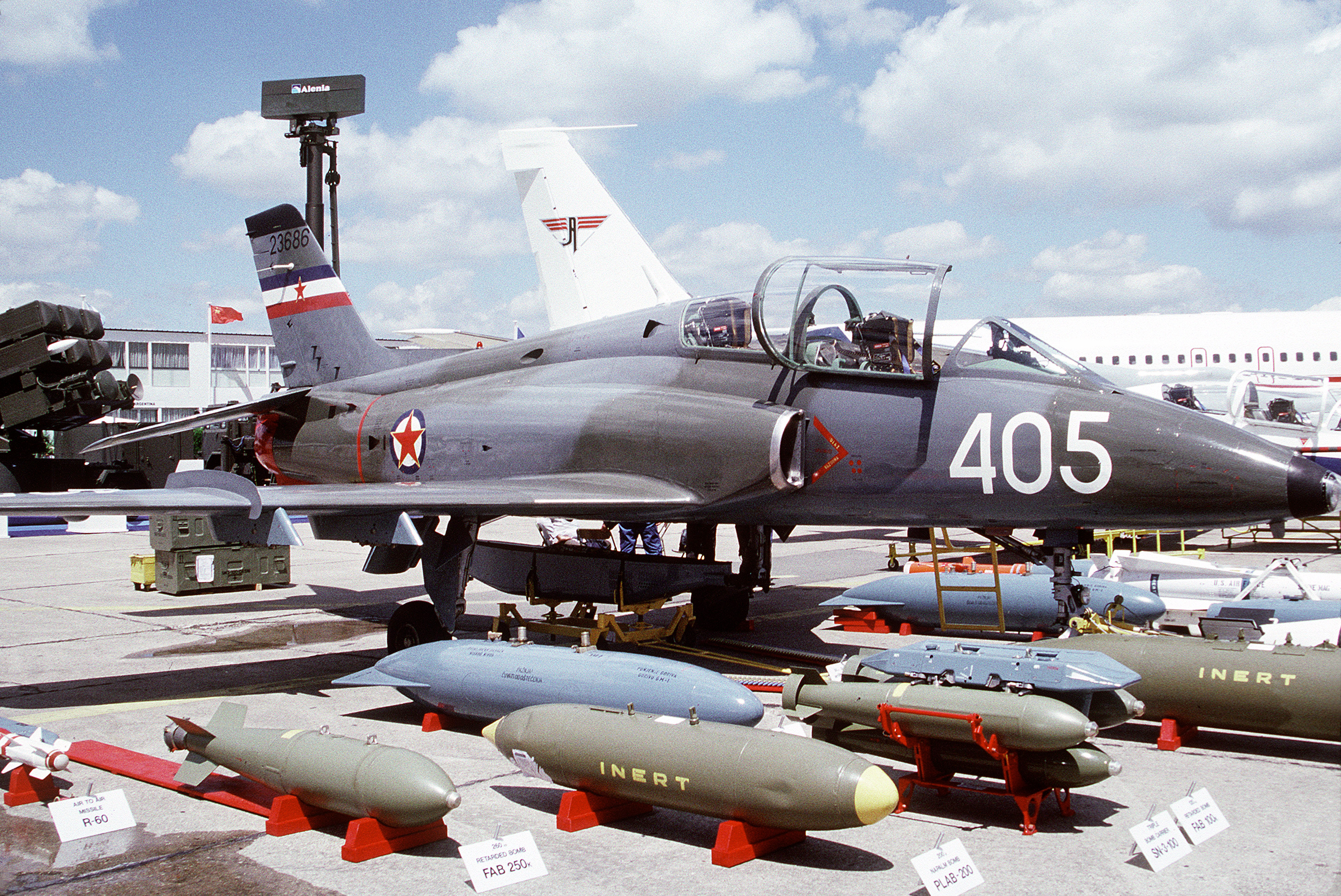
Jugoslávský G-4 Super Galeb na pařížském aerosalonu
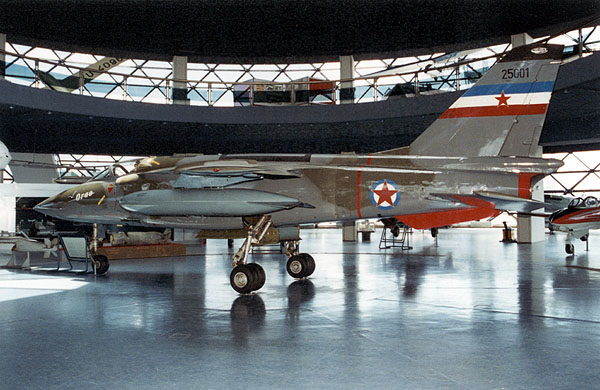
Jugoslávský J-22 Orao v bělehradském muzeu
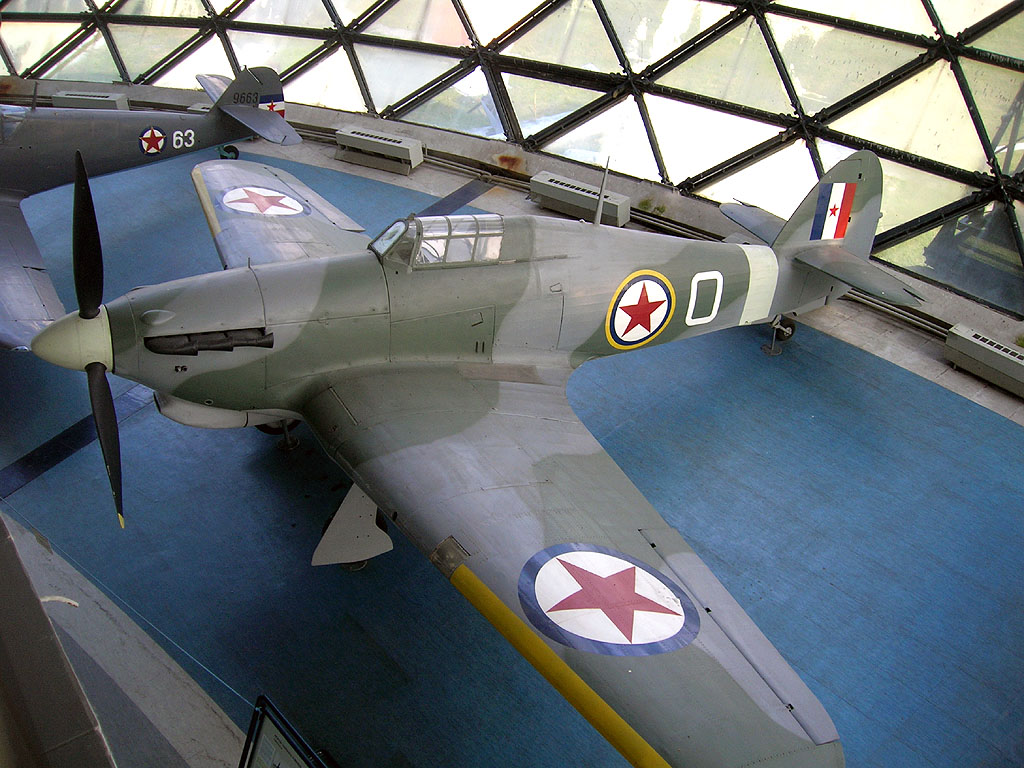
Hawker Hurricane Mk IVRP s jugoslávskými znaky
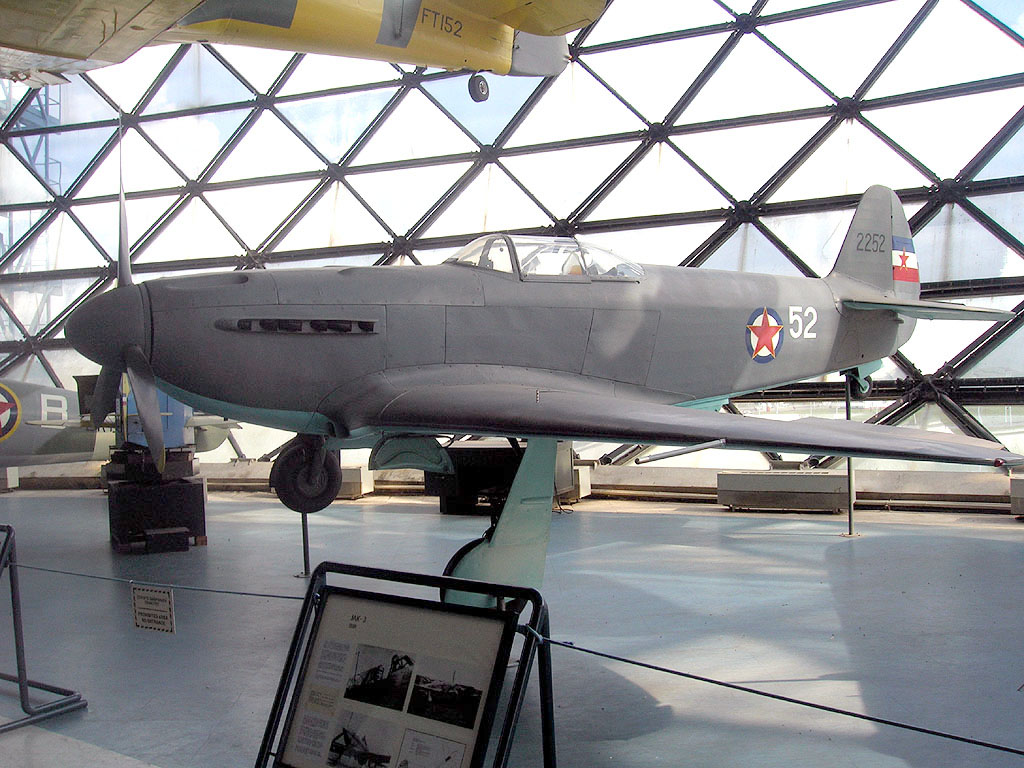
Jakovlev Jak-3
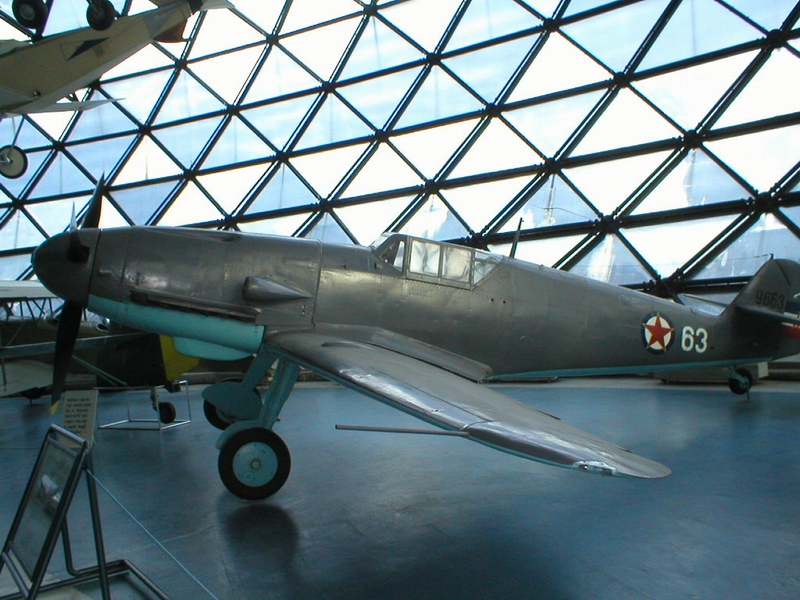
Messerschmitt Bf 109 s jugoslávskými znaky
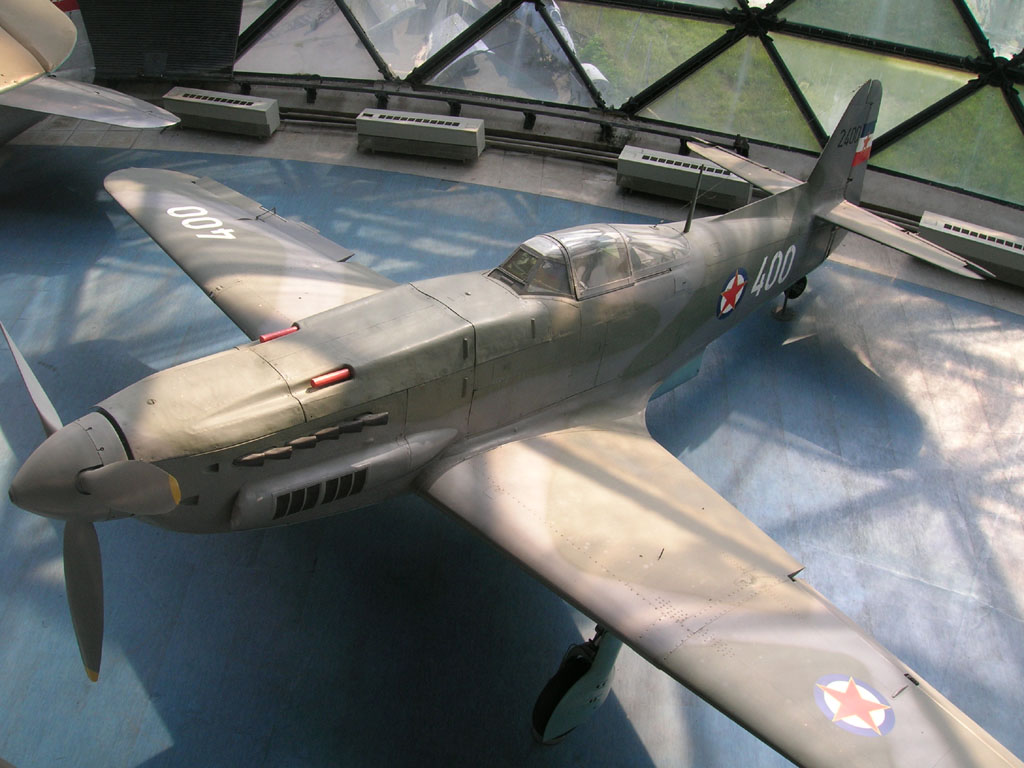
Ikarus S-49, jeden z prvních stíhacích letounů vyrobených v Jugoslávii po druhé světové válce, byl založen na předválečném Rogožarski IK-3.
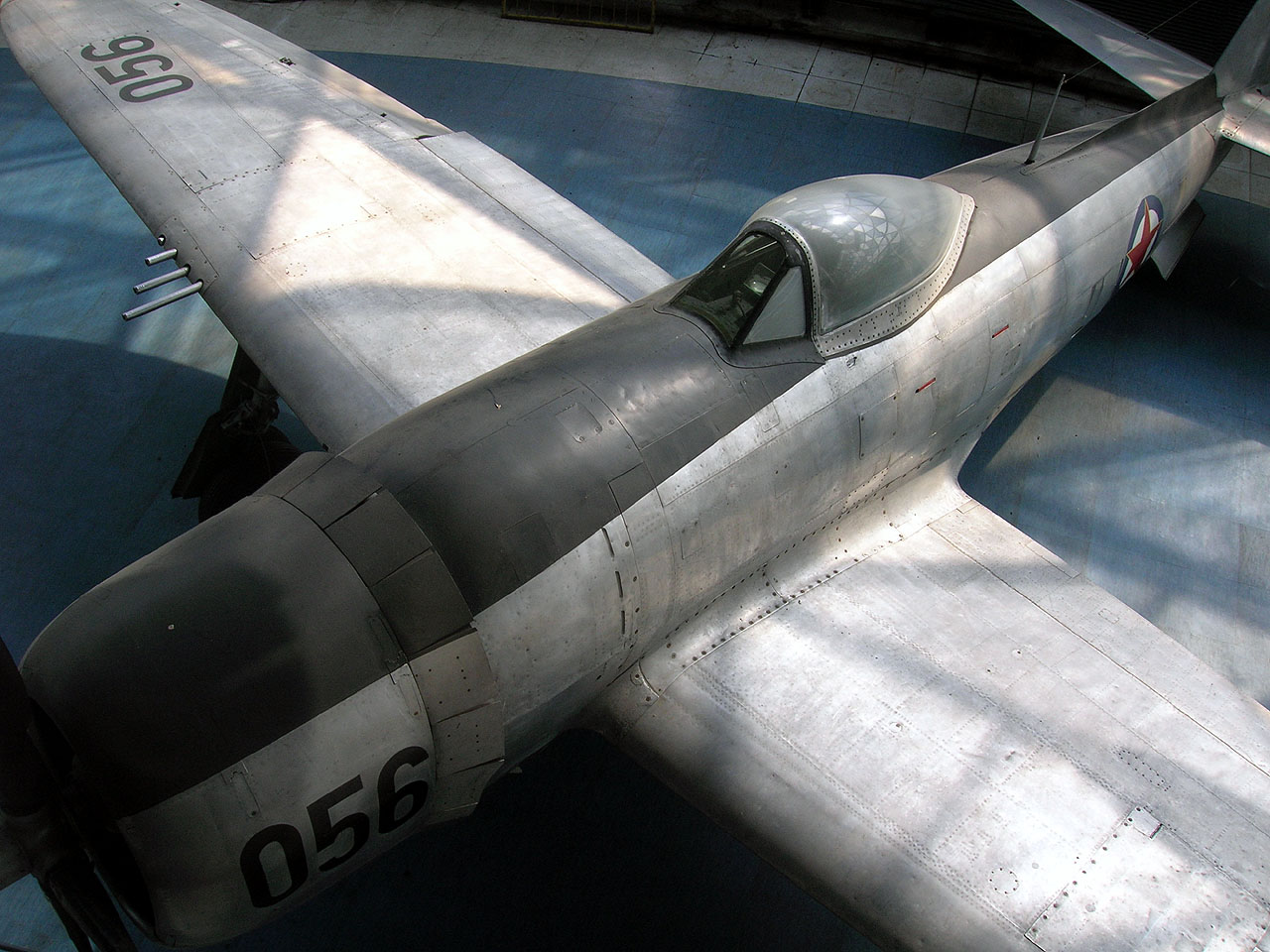
Republic P-47D Thunderbolt s jugoslávskými znaky
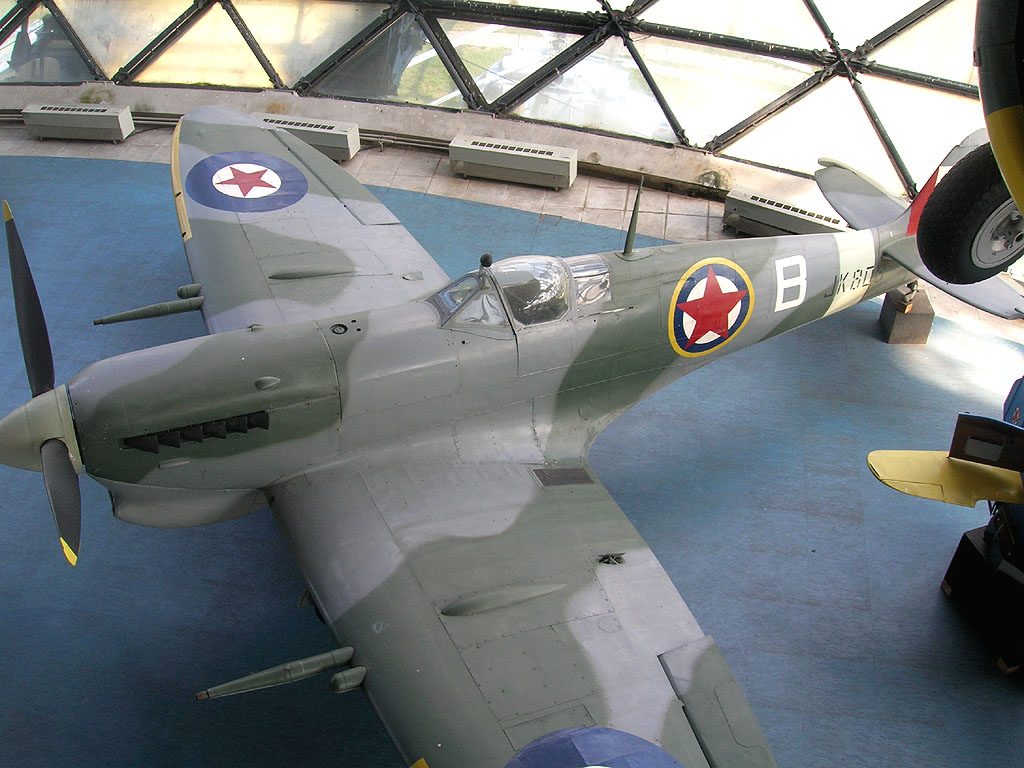
Supermarine Spitfire LF Mk VC používaný jugoslávskou letkou v RAF.
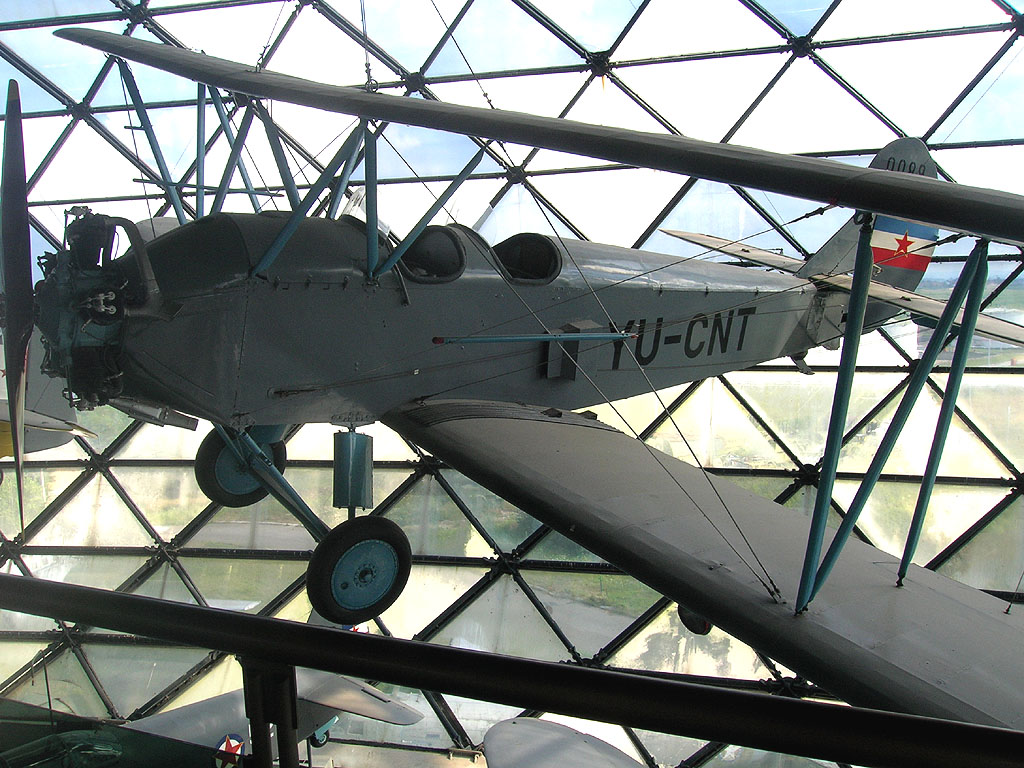
Polikarpov Po-2
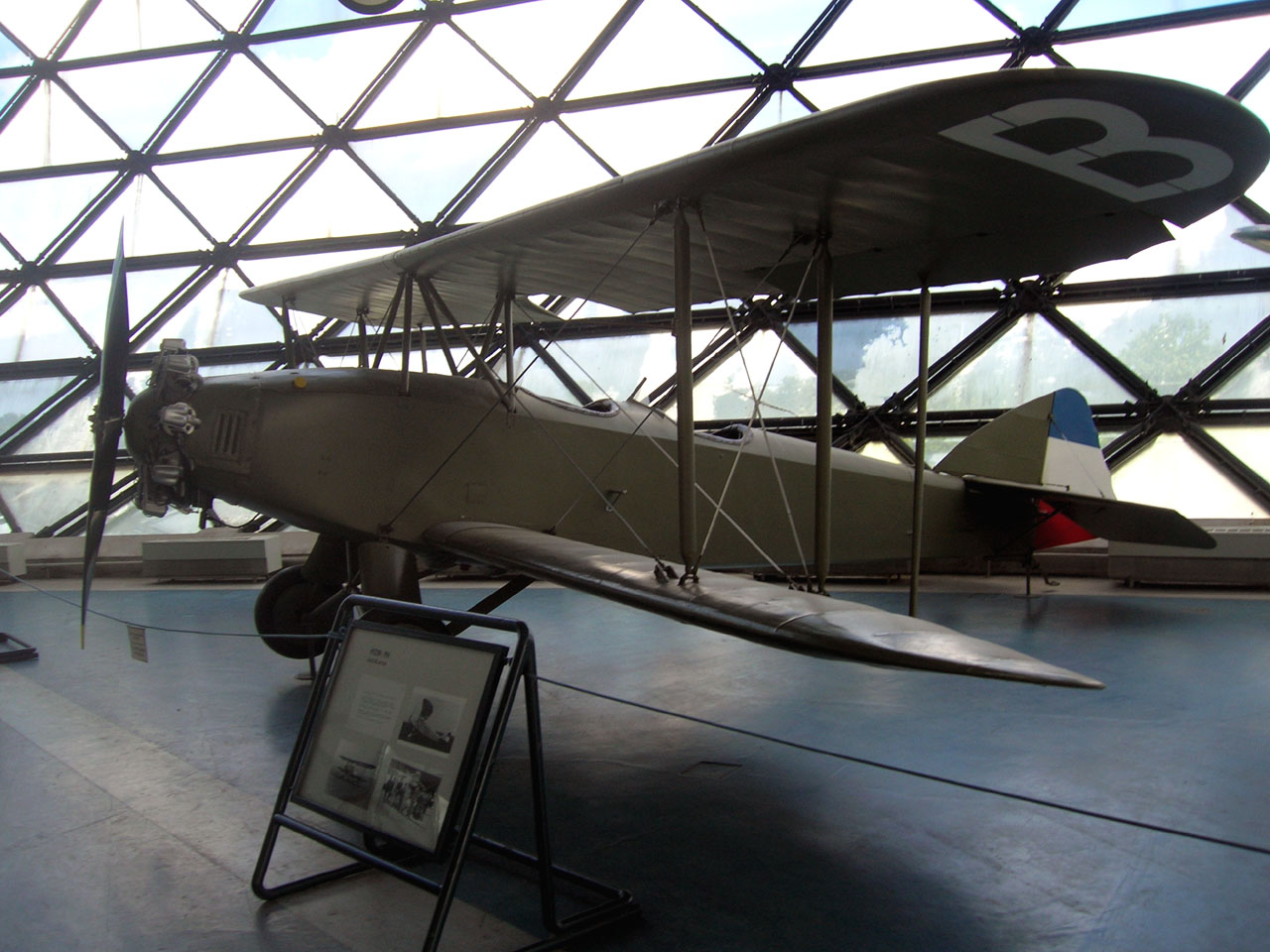
Fizir FN
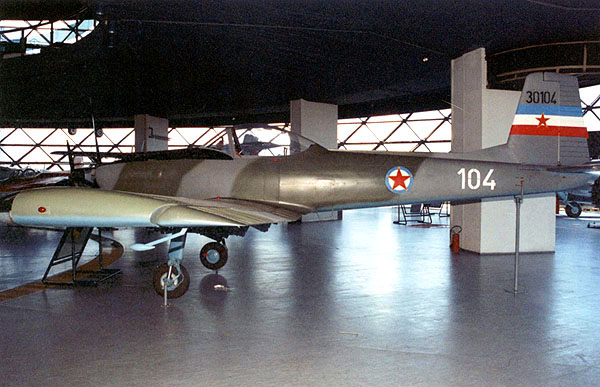
Soko J-20 Kraguj
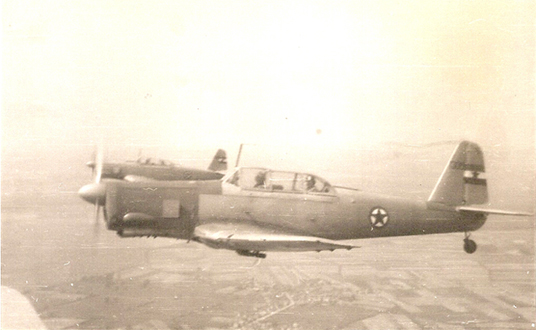
Utva-213

## Letectva bývalé Jugoslávie
- Letectvo Srbska a Černé Hory
- Srbské letectvo a protivzdušná obrana
- Letectvo a protivzdušná obrana Černé Hory
- Chorvatské letectvo a protivzdušná obrana
- 105. letecká brigáda
- Slovinské letectvo
- Letectvo a protivzdušná obrana Bosny a Hercegoviny
- Letectvo Republiky srbské
- Severomakedonské letectvo